# Charles Alexander (football américain, 1957)
Pour les articles homonymes, voir Alexander.
College Football Hall of Fame 2012
(en) Statistiques sur pro-football-reference
Charles Fred Alexander Jr., né le 28 juillet 1957 à Galveston, au Texas, est un joueur américain de football américain occupant le poste de running back dans la National Football League (NFL) pendant sept saisons avec les Bengals de Cincinnati.
Il joue au football américain universitaire pour les Tigers de l'université d'État de Louisiane (LSU). Il reçoit à deux reprises les honneurs d'All-America, et est ensuite intronisé au College Football Hall of Fame.

## Jeunesse
Alexander est né à Galveston, au Texas . Il joue au football américain à la Ball High School où son rôle est de jouer blocking back. En conséquence, les occasions de démontrer ses capacités sont limitées. Il n'atteint pas 1 000 yards au cours de sa carrière lycéenne et n'est recruté que par une poignée d'universités.

## Carrière universitaire
Alexander est amen à LSU par l'entraîneur des running backs, Jerry Stovall (en). Il rappelle plus tard que Stovall lui offre confiance et une chance réelle d'être un running back: « Dès que je suis arrivé ici, j'ai su que c'était l'endroit pour moi. ».
Alexander rejoint les Tigers de LSU de l' entraîneur membre du College Football Hall of Fame, Charles McClendon (en), en tant que freshman en 1975. Il dispute ses deux premières saisons comme réserviste de running back All-SEC, Terry Robiskie (en). Il court pour un total de 1 177 yards verges au cours de ces deux saisons, dont 876 en deuxième année,.
Alexander devient titulaire des Tigers lors de sa saison junior en 1977. Contre les Ducks de l'Oregon, il inscrit quatre touchdowns et établit un record scolaire en totalisant 237 yards. Pour sa performance, il est nommé Back of the Week par United Press International. Ses 1 686 yards au sol cette saison contribuent au bilan de 8 à 3 des Tigers en saison régulière, qui sont invités au Sun Bowl. Lors de ce match, Alexander établit deux records de rush au Sun Bowl, totalisant 31 courses pour un total de 197 yards, ce qui lui vaut le titre de joueur offensif du match. En dépit des efforts d'Alexandre - pour lequel il est nommé dans l'équipe All-Sun Bowl du 75e anniversaire - LSU est battu 24-14 par le Cardinal de Stanford.
La charge de travail d'Alexander diminue au cours de sa dernière saison en 1978, l'offensive des Tigers s'équilibrant davantage avec le futur membre du Temple de la renommée de LSU, le quarterback David Woodley (en). Woodley et lui mènent l'équipe à un autre bilan de 8–3. Vers la fin de la saison, Alexander est comparé avec le running back de la NFL, Earl Campbell, en raison de son « style de course unique et glissant ». Il dispute son dernier match en tant que Tiger au Liberty Bowl de 1978, au cours duquel il amasse 133 yards en 24 courses lors d'une défaite de 20 à 15 contre les Tigers du Missouri.
Ses réalisations dans un uniforme de LSU conduisent les fans à le qualifier affectueusement d '« Alexandre le Grand ». Lors de chacune de ses deux dernières saisons avec les Tigers, Alexander est sélectionné comme All-American et remporte les honneurs All- SEC. Pour la campagne de 1977, Alexander est également désigné comme meilleur joueur de la SEC par le Nashville Banner. Au cours de sa carrière universitaire, Alexander établit neuf records de la SEC, en partage un autre record et établit 27 records de LSU. Il termine sa carrière universitaire avec 4 035 yards au sol, soit plus de 1 500 yards de plus par rapport au précédent record en carrière des Tigers. Son total de 1 686 yards au sol et 153,3 yards par match en 1977 constituait le record d'une saison pour LSU jusqu'à la saison 2015, lorsque tous deux ont été dépassés par Leonard Fournette,.

### Statistiques universitaires
| Année  | Équipe        | Statut | MJ |     | Courses | Courses | Courses | Courses |       | Passes réceptionnées | Passes réceptionnées | Passes réceptionnées | Passes réceptionnées |  | Fumbles | Fumbles |
| Année  | Équipe        | Statut | MJ | Nb. | Yards   | Moy.    | TD      | Nb.     | Yards | Moy.                 | TD                   | Nb.                  | Perdus               |  |         |         |
| 1975   | Tigers de LSU | FR     | 11 | 108 | 301     | 2,8     | 2       | 1       | 6     | 6,0                  | 0                    | -                    | -                    |  |         |         |
| 1976   | Tigers de LSU | SO     | 11 | 155 | 876     | 5,7     | 7       | 8       | 82    | 10,3                 | 0                    | -                    | -                    |  |         |         |
| 1977   | Tigers de LSU | JR     | 11 | 311 | 1 686   | 5,4     | 17      | 12      | 80    | 6,7                  | 0                    | -                    | -                    |  |         |         |
| 1978   | Tigers de LSU | SR     | 11 | 281 | 1 172   | 4,2     | 14      | 28      | 263   | 9,4                  | 2                    | -                    | -                    |  |         |         |
| Totaux | Totaux        | Totaux | 44 | 875 | 4 035   | 4,7     | 40      | 49      | 431   | 8,8                  | 2                    | -                    | -                    |  |         |         |

## Carrière professionnelle
Alexander a été sélectionné au 12e rang du premier tour de la draft 1979 par les Bengals de Cincinnati. Il passe la majeure partie de sa carrière comme réserviste du running back du Pro Bowl, Pete Johnson (en), tout en partageant les rushes avec l’ancien vainqueur du trophée Heisman, Archie Griffin. Sa saison la plus productive est celle de 1980, au cours de laquelle il dispute les 16 matchs de la saison régulière pour 169 courses et 702 yards.
Il joue un rôle de premier plan lors de la participation des Bengals aux playoffs de 1981. Dans leur victoire au tour de division contre les Bills de Buffalo, Alexander totalise 72 yards et marque deux touchdowns. Il est l’un des quatre joueurs des Bengals à inscrire plusieurs touchdowns lors d’un match en séries éliminatoires, et le premier à le faire. Il compte 22 yards et capte trois passes pour 25 yards dans la victoire des Bengals sur les Chargers de San Diego dans le fameux Freezer Bowl (en). Lors du Super Bowl XVI, il amasse cinq courses pour 17 yards et deux passes pour 3 yards dans la défaite des Bengals contre les 49ers de San Francisco.
Alexander termine sa carrière avec 2 645 yards au sol et 13 touchdowns, tout en ajoutant 165 réceptions pour 1 130 yards et deux touchdowns.

## Retraite
Après avoir pris sa retraite de la NFL, Alexander se lance dans le secteur du pétrole et du gaz. Il sert également brièvement en tant que directeur adjoint de la Tiger Athletic Foundation de LSU.
En 1989, Alexander est intronisé au LSU Athletic Hall of Fame. En 2011, il fonde Charlie 4 Strong Seasoning, Inc., qui commercialise l'assaisonnement et les alevins de poisson C'mon Man Cajun.
En 2012, il devient le huitième ancien joueur de football de LSU à être intronisé au College Football Hall of Fame.